# Leze Qena

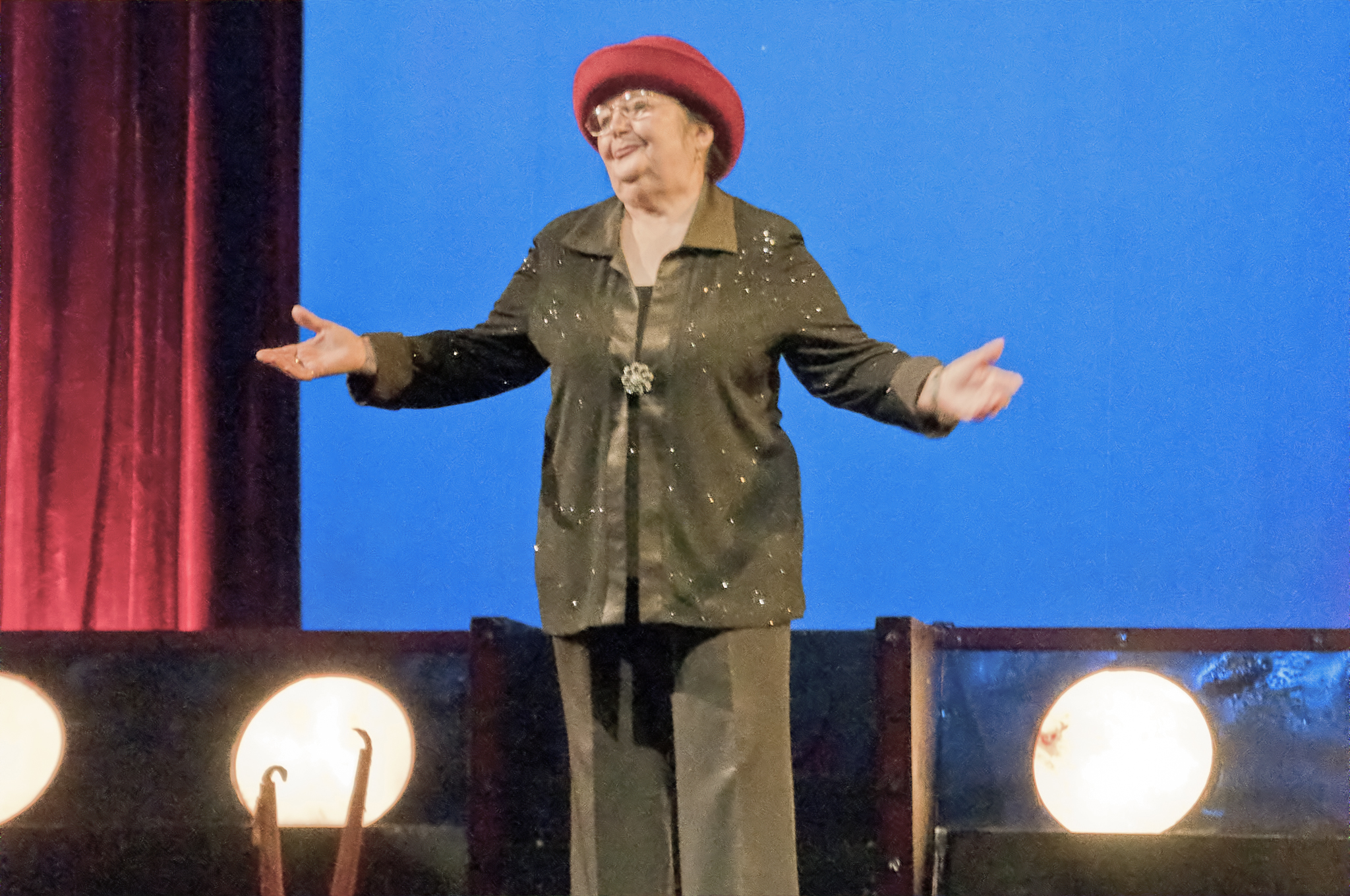
Leze Qena (2012)

Leze Qena (geb. Spaqi) bürgerlich : Elizabeta Qena(* 1. März 1935 in Prizren, Jugoslawien; † 25. März 2020 in Pristina, Kosovo) war eine kosovo-albanische Schauspielerin.
Ihr verstorbener Ehemann Xhevat Qena war ebenfalls Schauspieler.

## Leben und Karriere
Die Schauspielerin wuchs in einer katholischen Familie in der Stadt Prizren auf. Die Grundschule sowie die Mittelschule besuchte die Schauspielerin in ihrem Heimatort, ihr Schauspielstudium schloss sie in Priština ab. Nach ihrem Studium heiratete die Schauspielerin ihren Mann Xhevat, mit dem sie bis zu seinem Tod 2003 zusammen war. Gemeinsam wurden das Schauspielerpaar einem breiten Theaterpublikum bekannt. Auch im Fernsehen kam der Erfolg schnell. In mehreren albanischen Fernseh- und Kinoproduktionen war Qena bisher zu sehen. Ihren größten Erfolg hat sie zurzeit jedoch mit ihrer Rolle als "Antigona Fishekxhiu Hoxha" in der Fernsehserie Familja Moderne.

## Filmografie (Auswahl)
- 1970 Po e zëm, po e zëm
- 1975 Ditari i Lec pazhecit
- 1980 I ikuri
- 1980 Maxhupija 2
- 1982 Qesh e ngjesh
- 1987 Shkolla e fshatit
- 2000 Të gjithë me ne
- 2002 Familja Moderne
- 2015 Qa ka Shpija

## Auszeichnungen
- Preis für das Lebenswerk durch das kosovarische Kultusministerium[2]